# قط وفار فايف ستار (مسلسل)
قط و فار فايف ستار هو مسلسل مصري من إنتاج سنة 2000 بطولة سمير غانم، وحيد سيف، مادلين طبر، ميمي جمال، إيمان من تأليف مجدي الإبياري وإخراج إبراهيم الشقنقيري.

## قصة المسلسل
المسلسل يتألف من 30 حلقة مدة كل منها نصف ساعة وهي حلقات منفصلة